# Pseudonchus northumbriensis
Pseudonchus northumbriensis is een rondwormensoort uit de familie van de Desmodoridae. De wetenschappelijke naam van de soort is voor het eerst geldig gepubliceerd in 1969 door Warwick.